# Wofford Heights
Wofford Heights és una concentració de població designada pel cens dels Estats Units a l'estat de Califòrnia. Segons el cens del 2000 tenia 2.276 habitants.

## Demografia
Segons el cens del 2000, Wofford Heights tenia 2.276 habitants, 1.162 habitatges, i 670 famílies. La densitat de població era de 145 habitants/km².
Dels 1.162 habitatges en un 14,3% hi vivien nens de menys de 18 anys, en un 46,2% hi vivien parelles casades, en un 7,6% dones solteres, i en un 42,3% no eren unitats familiars. En el 36,3% dels habitatges hi vivien persones soles el 21,1% de les quals corresponia a persones de 65 anys o més que vivien soles. El nombre mitjà de persones vivint en cada habitatge era d'1,94 i el nombre mitjà de persones que vivien en cada família era de 2,46.
Per edats la població es repartia de la següent manera: un 14,4% tenia menys de 18 anys, un 3,2% entre 18 i 24, un 15% entre 25 i 44, un 28,5% de 45 a 60 i un 38,9% 65 anys o més.
L'edat mediana era de 58 anys. Per cada 100 dones de 18 o més anys hi havia 94,8 homes.
La renda mediana per habitatge era de 24.326 $ i la renda mediana per família de 29.157 $. Els homes tenien una renda mediana de 31.641 $ mentre que les dones 30.294 $. La renda per capita de la població era de 15.937 $. Entorn del 13,4% de les famílies i el 20,2% de la població estaven per davall del llindar de pobresa.

## Poblacions més properes
El següent diagrama mostra les poblacions més properes.